# Thịt lợn

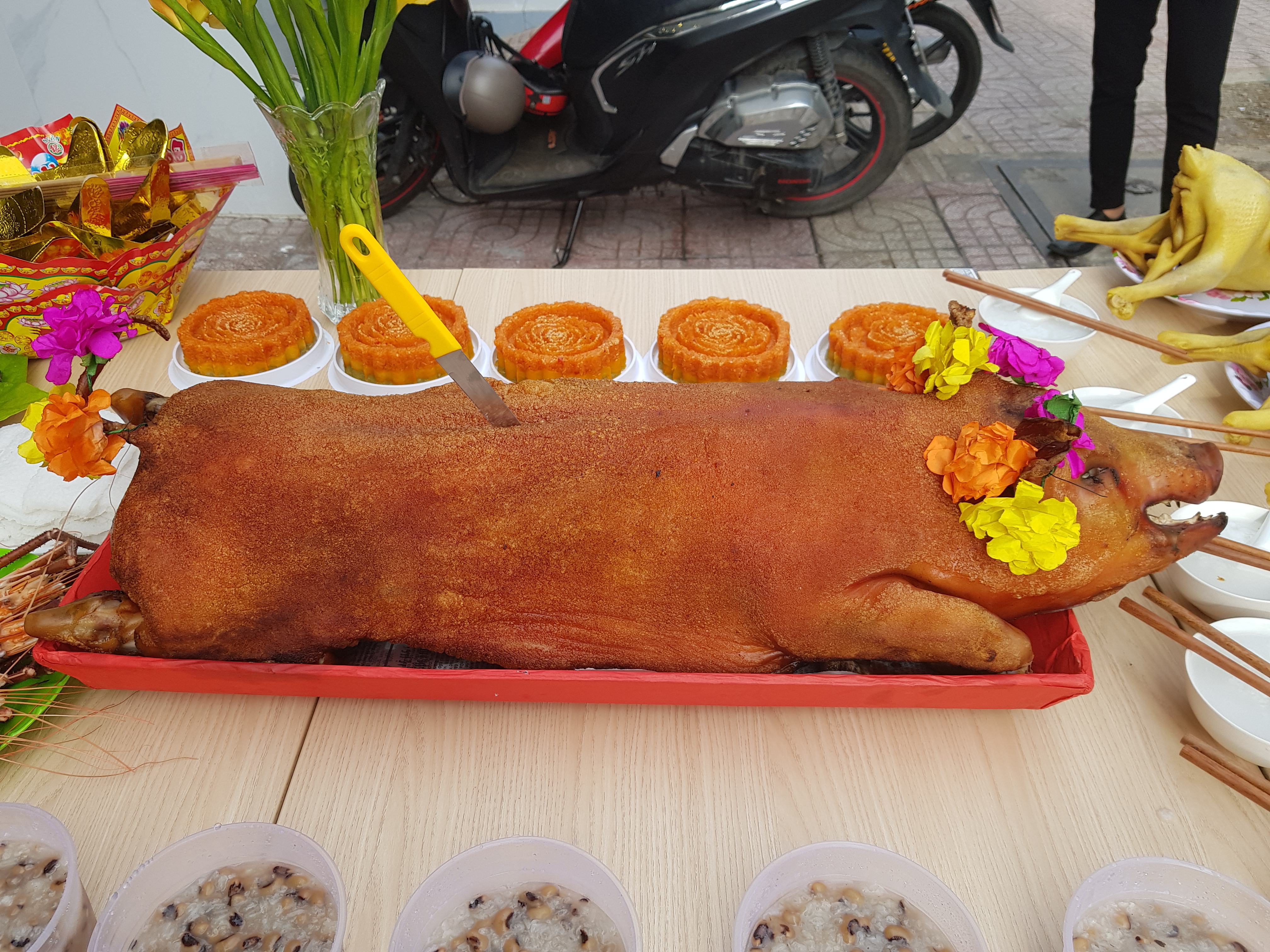
Thịt heo: heo quay cúng

Sơ đồ vị trí những khúc thịt heo

Thịt heo hay thịt lợn là thịt từ heo, là một loại thực phẩm rất phổ biến trên thế giới, tiêu thụ thịt heo của người Việt chiếm tới 73,3%, thịt gia cầm là 17,5% và 9,2% còn lại là thịt các loại (thịt bò, thịt trâu, thịt dê...), điều này xuất phát từ truyền thống ẩm thực của người Việt thường ăn thịt heo và thịt gà nhiều hơn các loại thịt khác. Ngoài ra, còn dùng thịt heo để chế biến 1 số món độc lạ, hấp dẫn và còn là 1 món ăn ưa thích của 1 số du khách nước ngoài. Thịt heo rẻ mà ngon,thơm của thịt luộc, bùi, đậm của thịt kho, thịt heo còn dùng để cúng trong các dịp lễ( heo quay). Heo quay là lễ vật cúng tượng trưng cho sự căng tròn, thịnh vượng và ấm no vì thế trong các buổi cúng lớn, những dịp khai trương, lễ tết.. họ thường chọn thịt heo quay.

## Lợi ích
Thịt lợn chứa hàm lượng protein cao cùng nhiều vitamin và khoáng chất. Thịt lợn nạc là một thực phẩm tuyệt vời cho chế độ ăn uống lành mạnh. Nó chứa tất cả các amino acid thiết yếu cho sự tăng trưởng và duy trì cơ thể khỏe mạnh. Mỡ lợn đôi khi được sử dụng như là một chất béo trong nấu ăn. Giống như các loại thịt đỏ, thịt lợn chủ yếu gồm các chất béo bão hòa và chất béo không bão hòa với hàm lượng tương đương nhau.Vitamin B12 trong thịt lợn rất quan trọng cho sự hình thành máu và chức năng của não. Thiếu hụt vitamin B12 có thể gây thiếu máu và tổn hại đến tế bào thần kinh. Vitamin B6 quan trọng đối với sự hình thành của các tế bào máu đỏ.
Thịt lợn đặc biệt giàu thiamin, một trong những vitamin nhóm B đóng một vai trò thiết yếu trong các chức năng của cơ thể. Thịt lợn cũng chứa nhiều selenium, kẽm là chất cần thiết cho một bộ não và hệ thống miễn dịch khỏe mạnh.Creatine trong thịt là một nguồn năng lượng cho cơ bắp. Nhiều nghiên cứu chỉ ra rằng nó có thể cải thiện sự tăng trưởng và duy trì cơ bắp.Vitamin B3 rất quan trọng cho sự tăng trưởng và chuyển hóa. Phosphor cần thiết cho sự tăng trưởng và duy trì cơ thể khỏe mạnh.
Thịt lợn cũng được xem là một nguồn cung cấp sắt dồi dàoTaurine được tìm thấy trong cá và thịt, taurine là một amino acid chống oxy hóa, có vai trò quan trọng đối với tim và các chức năng cơ bắp.Carnosine là một chất rất quan trọng cho chức năng cơ bắp. Mức độ arnosine trong cơ bắp của con người liên quan tới việc giảm mệt mỏi và cải thiện hiệu suất lao động.Thịt lợn có chứa nhiều chất dinh dưỡng lành mạnh có lợi cho cơ bắp bao gồm ưtaurie, creatine, và beta-alanine. Beta-alanine là một amino acid, được sử dụng để sản xuất carnosine trong cơ thể.

## Khúc thịt

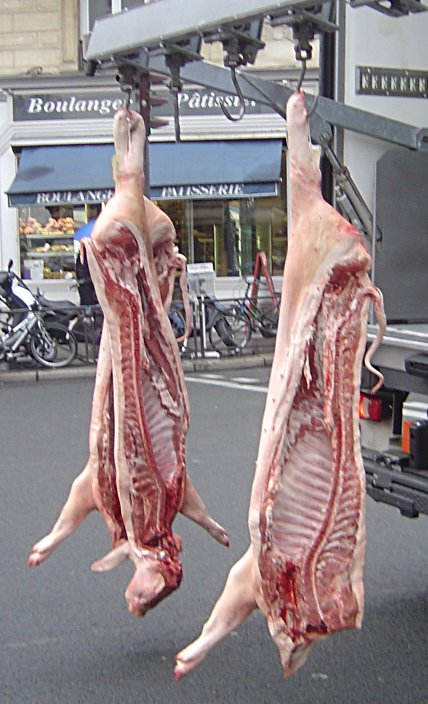
Lợn róc thịt

Ở Việt Nam có thể nhìn là phân biệt được đâu là thịt thủ (phần đầu), thịt vai, sườn, sườn non, thịt mông, thịt đùi, thịt ba rọi, thịt thăn, nạc thăn, chân giò. Còn ở các nước hiện đại nơi mà heo được mổ trong lò sát sinh và đóng thành từng gói bán ở siêu thị thì các gói phải đề tên loại thịt để người tiêu thụ biết mà mua.
Thịt ngon nhất là phần giữa cổ và vai tức là ở gáy và phần chân giò vì nơi đó nạc và mỡ hòa vào nhau nên ăn không bị khô mà cũng không bị ngấy. Thịt bụng (tức thịt ba chỉ) thì nhiều mỡ ăn dễ ngấy. Thịt thăn là thịt nạc nên dễ khô nếu không nấu khéo. Ngoài ra thì thịt ba chỉ (còn được gọi là ba rọi) cũng là khúc thịt được ưa chuộng.